# Kingston (Ontario)

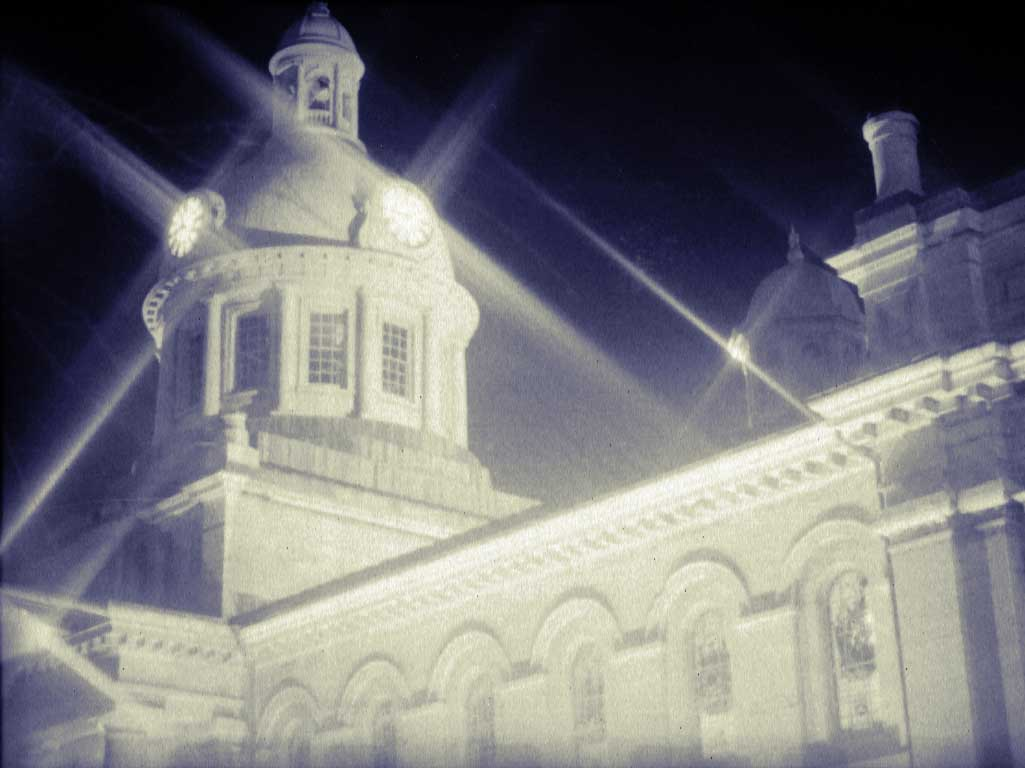
Kingston, Ontario

Kingston is een stad in de Canadese provincie Ontario. De stad is gelegen aan de oostkant van het Ontariomeer, op het punt waar het meer uitmondt in de Saint Lawrencerivier en de streek van de Thousand Islands begint. Het centrum van de stad is gelegen tussen de rivier Cataraqui in het oosten en de Little Cataraqui Creek in het westen.
De samenstelling van de bevolking van Kingston verandert snel door het relatief grote aantal studenten en militairen van de Canadian Forces Base Kingston die er verblijven.
Door de nabijheid van het Ontariomeer is het klimaat in Kingston minder extreem dan in sommige andere delen van Canada.
De bijnaam van Kingston is de Limestone City (Kalksteen Stad) door het grote aantal historische gebouwen uit kalksteen.
De plaatselijke krant is de Kingston Whig-Standard, Canada's oudste dagblad, opgericht in 1834. De Queen's University campus radio, CFRC-FM, is een van de oudste radiostations ter wereld, opgericht in 1922.

## IJshockey
Kingston is een van de plaatsen die beweren dat de ijshockey sport in hun stad werd uitgevonden. In 1886 werd er in Kingston namelijk een ijshockeywedstrijd gespeeld tussen Queen's University (een van de oudste Canadese universiteiten) en het Royal Military College of Canada dat erkend werd door het Canadian Amateur Hockey Association. De wedstrijd tussen Queen's University en RMC is dus de eerste ijshockeywedstrijd als zodanig erkend.
Kingston wordt vertegenwoordigd in de Ontario Hockey League (OHL) door de Kingston Frontenacs, en in de OPJHL door de Kingston Voyageurs.
De International Hockey Hall of Fame, de oudste in zijn soort en ingehuldigd in 1965, bevindt zich in het Invista Centre aan Gardiners Road. 

## Bekende personen uit Kingston (Ontario)
- Robert Mundell (1932-2021), econoom en Nobelprijswinnaar (1999)
- Don Cherry (1934), ijshockeyspeler/trainer
- Dan Aykroyd (1952), acteur
- Bryan Adams (1959), zanger
- Doug Gilmour (1963), ijshockeyspeler
- Simon Whitfield (1975), triatleet
- Tanith Belbin (1984), kunstschaatsster
- Jean-Philippe Leguellec (1985), biatleet
- John Tripp (1977), ijshockeyspeler

## Partnersteden
- Scottsdale, Arizona, Verenigde Staten
- Cienfuegos, Cuba